# 蘇伊駅
蘇伊駅（ソイえき）は、大韓民国忠清北道陰城郡蘇伊面にある韓国鉄道公社忠北線の駅である。
軍隊関連貨物の取り扱いが主に行われる貨物駅である。

## 駅構造
- 島式ホーム2面4線の地上駅。

## 歴史
- 1928年12月25日 - 普通駅として開業。
- 1980年10月12日 - 駅舎新築。
- 1993年4月15日 - 乗車券販売中止。当駅での乗降は車内で対応されるようになった。
- 2001年6月1日 - 乗車券販売再開。
- 2007年6月1日 - 旅客取り扱い中止。

## 隣の駅
韓国鉄道公社
忠北線
陰城駅 - （蘇伊駅） - 周徳駅